# انزلاق موضعي في المعادن

شريط منزلق يتكون على حبيبات من الفريت في فولاذ مقاوم للصدأ مزدوج مقوى مع تقدم العمر. لوحظ الشريط المنزلق في وسط الصورة عند حمل معين ، ثم تمت زيادة الحمل مع اندلاع التوترات الخارجة من طرف شريط الانزلاق كاستجابة لزيادة الحمل. لوحظ هذا الاندفاع من التشوه والتغيير الطبوغرافي قبل شريط الانزلاق عبر نطاقات انزلاق مختلفة. طول الصورة 10 ميكرومتر.

الأشرطة المنزلقة أو علامات الإجهاد والشد هي عصبات موضعية من التشوه البلاستيكي في المعادن التي تعاني من ضغوط. يشير تكوين أشرطة الانزلاق إلى انزلاق أحادي الاتجاه مركّز على مستويات معينة مما يتسبب في تركيز الإجهاد. بشكل نموذجي ، تحفز النطاقات المنزلقة صفات السطح (على سبيل المثال ، الخشونة بسبب نطاقات الانزلاق الثابتة أثناء الإجهاد ) stress وتركيز الإجهاد الذي يمكن أن يكون موقعا لبدء تصدع. تمتد نطاقات الانزلاق حتى تصطدم بالحدود ، وسيتوقف الضغط المتولد من الاضطرابات dislocations المتراكمة في حبيبات المعدن على تلك الحدود، فإما تتوقف أو تنقل الإنزلاق إلى اتجاه آخر ، غير مرغوب .
تتم معالجة تشكيل نطاقات الانزلاق في ظل الظروف الدورية على أنها عصبات انزلاق ثابتة PSBs
حيث يتم التعامل مع التكوين بطريقة ترتيبية على أنها صفائف مستوية مضطربة (أو ببساطة عصبات انزلاقية . يمكن ببساطة النظر إلى العصبات المنزلقة على أنها انزلاقات حدودية بسبب انزلاق اضطرابات التي تفتقر تعقيد العصبات الانزلاقية المستمرة عالية التشوه البلاستيكي الذي يتجلى من خلال بثق . وحيث تمت دراسة العصبات الانزلاقية المستمرة عادةً باستخدام متجهة برجر (فعالة) تتماشى مع مستوى البثق لأن العصبة الانزلاقية المستمرة تمتد عبر الحبيبات ويتفاقم أثناء الإجهاد ؛  شريط منزلق مرتب يحتوي على نمتجه برجر للإنتشار وآخر للانبثاق المستوي ، وكلاهما تتحكم فيه الظروف عند طرف القطعة.

## عصبات الانزلاق الثابتة (PSBs)

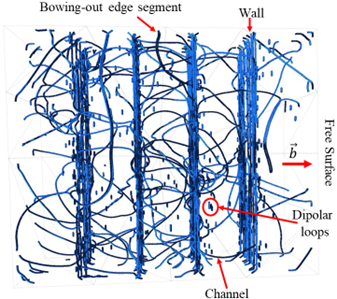
هيكل عصبة الانزلاقية مستمرة PSB (إعارة من)

ترتبط الأشرطة أو العصبات الانزلاقية المستمرة (PSBs) وتقترن بالإجهاد بسبب التعب في المعادن والتشقق على نفس المستوى. تم استخدام محاكاة المجهر الإلكتروني للإرسال (TEM) وديناميكيات التفكك أو الاضطرابات المنفصلة ثلاثية الأبعاد (DDD  ) للكشف عن وفهم نوع الاضطرابات والترتيب / الأنماط لربطها ببنية تحت السطح. يتكون شريط الانزلاق - ذو هيكل السلالم - بشكل أساسي من قنوات منخفضة الكثافة لقطاعات اضطراب لولبية لحوائط عالية الكثافة لقطاعات ثنائية القطب متراكمة مع جزء حافة انحناء متشابك وأحجام مختلفة من الحلقات ثنائية القطب المتناثرة بين الجدران والقنوات .
يشكل أحد أنواع حلقات التفكك والاضطراب حدود رقعة مغلقة تمامًا من مادة منزلقة على المستوى المنزلق والتي تنتهي عند سطح نهاية القطعة . توسيع نطاق الشريط المنزلق: يمكن أن يؤدي الاضطراب البرغي Screw dislocation إلى إجهاد قص عالٍ بما يكفي للانزلاق على أكثر من مستوى واحد. يمكن أن يحدث الانزلاق العرضي . لكن هذا يترك بعض الأجزاء من الاضطراب في المستوى الأصلي المنزلق. يمكن أن ينزلق الضطراب مرة أخرى إلى مستوى منزلق أولي موازٍ. حيث يشكل مصدر اضطراب جديد ، ويمكن تكرار العملية. هذه الجدران في العصبات الانزلاقية المستمرة هي في شكل "تشتت ثنائي القطب" للترتيب المستقر لاضطراب الحواف مع الحد الأدنى من مجال الإجهاد بعيد المدى والذي يحتوي على الحد الأدنى من مجال الإجهاد بعيد المدى.  هذا يختلف عن الأشرطة المنزلقة التي هي عبارة عن مكدس مستوٍ من مصفوفة مستقرة تحتوي على مجال ضغط قوي بعيد المدى.  وهكذا ، - في السطح الحر - فإن قطع وفتح (إزالة) حلقات الاضطراب عند السطح يتسبب في خطوة السطح الغير عكوسة /أو المستمرة المرتبطة بنطاقات الانزلاق.
يحدث ارتياح السطح من خلال البثق في اتجاه متجه برجر وارتفاع البثق وزيادة عمق العصبة الانزلاقية المستمرة مع سماكتها . الجدران العصبة الانزلاقية المستمرة والجدران المستوية متوازية ومتعامدة مع الاتجاه الطبيعي لإجهاد القص الحرج على التوالي. وبمجرد تشبع الاضطراب ووصوله إلى تكوينه الثابت ، تلاحظ الشقوق لتتكون النواة وتنتشر على طول امتداد PSB. باختصار ، على عكس عيوب الخط ثنائي الأبعاد ، يرجع الحقل الموجود عند طرف شريط الانزلاق إلى تفاعلات ثلاثية الأبعاد حيث يحاكي بثق النطاق الانزلاقي إزاحة تشبه حوض منخفض يتفتح على طول محور النطاق الانزلاقي. يعتمد حجم تدرج مجال تشوه الذي يسبق نطاق الانزلاق على ارتفاع الانزلاق وتتأثر الظروف الميكانيكية للانتشار بمجال الاختلالات (الأضطرابات) المنبعث بعيد المدى. تظهر علامة السطح ، أو يظهر الشريط المنزلق ، عند تقاطع مستوى انزلاقي نشط والسطح الحر للبلورة. ويحدث الانزلاق في سلسلة انهيارات منفصلة في الوقت المناسب. لانهيارات من أنظمة انزلاق أخرى التي تعبر مستويًا منزلقًا يحتوي على مصدر نشط إلى علامات السطح المتدرجة الملحوظة ، مع وجود الانهيارات المتتالية من المصدر المسبب للازاحة بالنسبة لبعضها البعض.

رسم تخطيطي (مستويات شبكية بلورية) يوضح خلع (اضطراب) الحافة. ناقلات برجر باللون الأسود ، خط الخلع بلون أزرق.

يتم توليد انخلاع في مستوى منزلق واحد ، ويشير الاضطراب إلى أن مقطع الانخلاع الموجود في مستوى منزلق ومثبت في كلا الطرفين ، هو مصدر لعدد غير محدود من حلقات الاضطرابات (الخلع ). وبهذه الطريقة يمكن فهم تجميع الاضطرابات في انهيار متدفق مكون من ألف حلقة أو نحو ذلك على مستوى منزلق واحد. تحتوي كل حلقة اضطراب على مجال ضغط يقاوم الضغط المطبق في المنطقة المجاورة للمصدر. عندما يتم إنشاء عدد كافٍ من حلقات الاضطراب (الاختلال) ، سينخفض الضغط عند المصدر إلى قيمة منخفضة جدًا بحيث لا يمكن تشكيل حلقات إضافية. ويمكن أن يحدث انهيار آخر فقط بعد أن يتحرك الانهيار الأصلي للحلقات بعيدًا.
من السهل فهم تولد الانهيار الأول عند المصدر. عندما يصل الضغط عند المصدر إلى r* ، يتم تكوين حلقات ، ويستمر توليدها حتى يوقف الإجهاد الخلفي الانهيار . لن يحدث الانهيار الثاني على الفور في البلورات المتعددة ، لأن الحلقات في الانهيار الأول تتوقف أو تتوقف جزئيًا عند حدود حبيبات المعدن . فقط إذا زاد الضغط الخارجي بشكل كبير ، فسيتم تشكيل الانهيار (الإختلالي) الثاني. وبهذه الطريقة يمكن فهم تكوين انهيارات اضطرابات إضافية مع زيادة الضغط.
ويبقى تفسير إزاحة الانهيارات المتتالية بمقدار صغير طبيعيًا لمستوى الانزلاق ، وبالتالي حساب البنية الدقيقة المرصودة لعصبات الانزلاق (شرائط الانزلاق) . تتطلب الإزاحة من هذا النوع أن يتحرك مصدر Frank-Read source بالنسبة للسطح حيث يتم ملاحظة عصبات الانزلاق.
يكشف عمل ضغط النانو في المختبر  بــ المجهر الإلكتروني للإرسال (TEM) أن تشوه الحديد في المقياس النانوي هو عملية غير متجانسة تتميز بسلسلة من رشقات الإزاحة القصيرة ورشقات الإزاحة الكبيرة المتقطعة. تتوافق سلسلة الرشقات القصيرة مع الحركة الجماعية للاضطراب داخل البلورة. الدفعات الكبيرة المفردة هي من نواة العصبات الانزلاقية الناشئة سطح العينة. تشير هذه النتائج إلى أن تكوين العصبات الانزلاقية يمكن اعتبارها عملية لدونة محدودة المصدر. يتميز التشوه المرن الأولي بزيادة / وحركة عدد قليل من الاضطرابات على مسافات قصيرة بسبب توفر مصادر الاضطراب داخل الشفرة النانوية. بمجرد أن تصل إلى المرحلة التي تتحرك فيها الاضطرابات المتنقلة على طول مستويات الانزلاق المفضلة عبر الشفرة النانوية أو تصبح متشابكة في تكوينات متشابكة وتصعب حركة اضطراب أخر داخل البلورة ، يتم تكوين اللدونة عن طريق تكوين العصبات الانزلاقية ، والتي تصبح نواة جديدة من على السطح  ثم تنتشر من خلال الشفرة النانوية.

Frank–Read source

فيشر وآخرون.  اقترح أن العصبات الانزلاقية يتم إنشاؤها ديناميكيًا من مصدر Frank-Read source على سطح العينة ويتم إنهاؤها بواسطة مجال الإجهاد الخاص بها في بلورات مفردة. تم الإبلاغ عن سلوك تقدم الإزاحة الذي أبلغ عنه "كينر" و "مينور"  عند ضغط الأنابيب النانوية البلورية الأحادية في النحاس. من الواضح أنه قمع تقدم الرشقات (سلسلة من رشقات الضغط القصيرة) نسبة إلى ذلك بدون البنية النانوية الشوكية. أظهرت النتائج أنه أثناء تشوه الانضغاط ، كانت البنية النانوية العمود الفقري تقيد حركة الاضطرابات (مما أدى إلى زيادة كبيرة في كثافة الاختلالات ) ، مما تسبب في تأثير تقوية ملحوظ ، كما حافظت على شكل النطاق المنزلق مستويًا.
يساعد نشاط الاضطراب على نمو رواسب الأوستينيت ويوفر بيانات كمية للكشف عن مجال الإجهاد الناتج عن ترحيل الواجهة. من المحتمل أن تكون الطبيعة المتشنجة لمعدل تحريك الطرف ناتجًا عن تراكم واسترخاء مجال الضغط بالقرب من الحافة. بعد الخروج من الحافة ، تتوسع حلقة الاختلال بسرعة أمام الطرف وبالتالي يكون التغير في سرعة الطرف مصاحبًا لانبعاث الاضطراب . يشير إلى أن الاضطراب المنبعث يتم صده بقوة بواسطة مجال الضغط الموجود عند طرف اللوح أو العينة. عندما تلتقي الحلقة بسطح الرقاقة ، تنقسم إلى جزأين اختلال يتركان أثرًا مرئيًا ، بسبب وجود طبقة أكسيد رفيعة على السطح. قد يؤثر أيضًا انبعاث حلقة الاختلال من الطرف على معدل حركة الطرف عن طريق التفاعل بين حلقة الاختلال المحلية والاختلال البيني المحتمل في الواجهة شبه المتماسكة المحيطة بالطرف. وبالتالي توقف الطرف مؤقتًا. ينتج إجهاد القص الصافي الذي يعمل على كل اختلال عن مجموعة من مجالات الضغط عند طرف اللوح (τ طرف ) ، ويميل إجهاد الصورة إلى جذب حلقة الاختلال إلى السطح ( image τ ) ، وتوتر الخط (τ l ) و إجهاد التفاعل بين الاضطرابات (τ inter ). هذا يعني أن مجال الإجهاد الناتج عن تحول الأوستينيت كبير بما يكفي للتسبب في تنوي (تكوين نواة) وانبعاث الاضطرابات من طرف لوح الأوستينيت.

## العصبات المنزلقة في حالة عدم وجود تحميل دوري

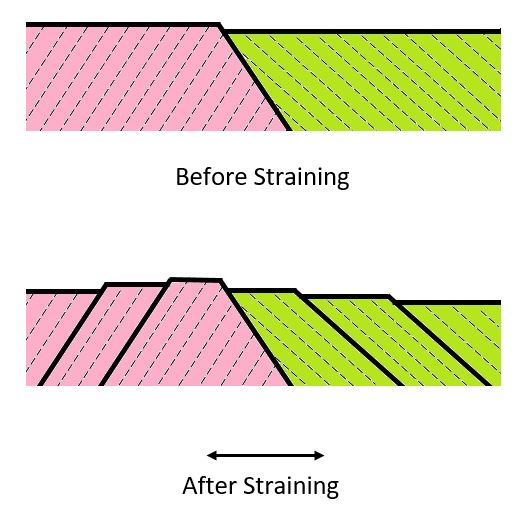
تشكيل العصبات المنزلقة

بينما يؤدي التحميل العكسي بشكل متكرر إلى توطين انزلاق الاضطراب ، مما يؤدي إلى إنشاء عمليات قذف خطية وتطفل على سطح حر ، يمكن أن تظهر ميزات مماثلة حتى إذا لم يكن هناك انعكاس للحمل. تنشأ هذه من الاضطرابات الانزلاقية على مستوى انزلاقي معين ، في اتجاه انزلاق معين (داخل حبيبة واحدة) ، تحت حمل خارجي. يمكن إنشاء خطوات على السطح الحر كنتيجة لميل الاضطرابات (الخلع) إلى اتباع بعضها البعض على طول مسار انحدار ، قد يكون هناك العديد منها بالتوازي مع بعضها البعض في الحبيبات المعنية. يبدو أن المرور المسبق للخلع يجعل الانزلاق أسهل بالنسبة للأنواع اللاحقة، وقد يرتبط التأثير أيضًا بمصادر الاضطراب ، مثل مصدر Frank-Read ، الذي يعمل في اطارات معينة.

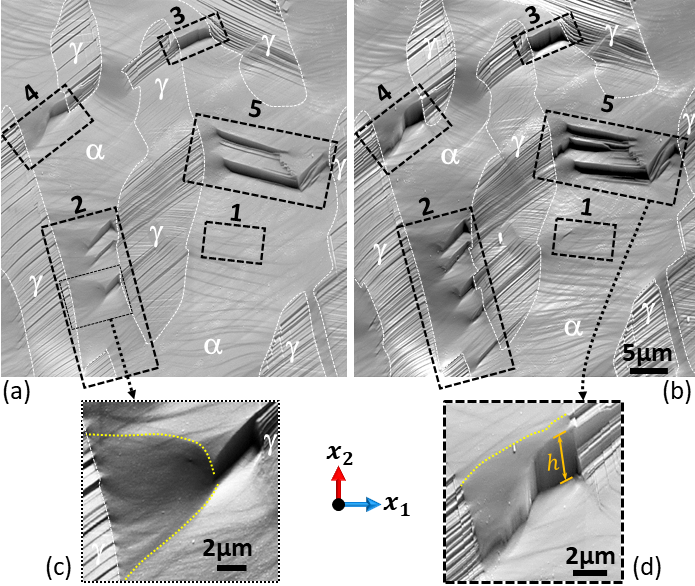
صور الإلكترون الثانوية للفولاذ المقاوم للصدأ المزدوج المقوى بالعمر التي لوحظت في الموقع في الانحناء ثلاثي النقاط عند إزاحة الرأس المتصالبة المطبقة من (a) 1.2 مم و (b) 1.5 مم. تظهر المناطق المحددة (2 و 4) بتكبير أعلى في (c) و (d). تم وضع علامة " h " على ارتفاع شريط الانزلاق الظاهر. الفريت وأوستنيت

مظهر مثل هذه النطاقات ، التي يطلق عليها أحيانًا "خطوط الانزلاق الثابتة" ، مشابه لتلك التي تنشأ من التحميل الدوري ، ولكن الخطوات الناتجة عادة ما تكون أكثر محلية وذات ارتفاعات أقل. كما أنها تكشف عن بنية الحبوب . يمكن رؤيتها غالبًا على الأسطح الحرة التي تم صقلها قبل حدوث التشوه. على سبيل المثال ، يوضح الشكل صورًا مجهرية  (مأخوذة بتكبيرات مختلفة) للمنطقة حول مسافة بادئة تم إنشاؤها في عينة نحاسية مع مسافة بادئة كروية. كل من الخطوط المتوازية داخل الحبيبات الفردية هي نتيجة عدة مئات من الاضطرابات من نفس النوع التي تصل إلى السطح الحر ، مما يخلق خطوات بارتفاع يصل إلى بضعة ميكرونات. إذا كان نظام الانزلاق الفردي يعمل داخل حبة ، فهناك مجموعة واحدة فقط من الخطوط ، ولكن من الشائع تنشيط أكثر من نظام واحد داخل حبة (خاصة عندما يكون الضغط مرتفعًا نسبيًا) ، مما يؤدي إلى خطين أو أكثر مجموعات من الخطوط المتوازية. يمكن أيضًا رؤية ميزات أخرى تدل على تفاصيل كيفية حدوث تشوه البلاستيك ، مثل منطقة القص التعاوني الناتج عن التوأمة المشوهة ، على مثل هذه الأسطح. في الرسم المجهري البصري الموضح ، يوجد أيضًا دليل على دوران الحبوب - على سبيل المثال ، عند "حافة" المسافة البادئة وفي شكل المنخفضات عند حدود الحبوب . وبالتالي يمكن أن تكون هذه الصور مفيدة للغاية.

### طبيعة المجال المحلي للخلع المنزلق غير الدوري

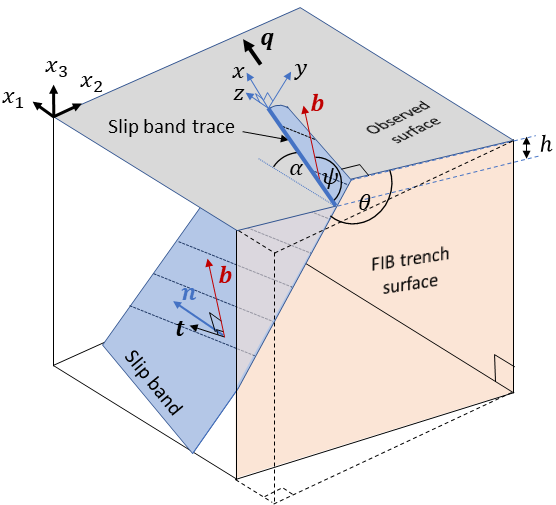
رسم تخطيطي لنطاق منزلق ، بالنسبة إلى محاور القياس (𝑥 _{1} ، 𝑥 _{2} ، و 𝑥 _{3}) ، والمحاور المتعلقة بنطاق الانزلاق (𝑥 ، 𝑦 ، و 𝑧) ، يوضح الزوايا التي تصف العلاقة بين هذه المحاور وآثار شريط الانزلاق (𝛼 ، 𝜃) ، وزاوية الميل (𝜓) لتتبع الانزلاق (𝑥) ومتجه برجر (𝑏) بالنسبة للسطح. هو ارتفاع نطاق الانزلاق ، و هو اتجاه انتشار النطاق الانزلاقي المفترض للحساب J المتكامل عند استخدام طريقة التمديد الظاهري. يصف 𝑡 متجه الخط المرسوم هنا لخلع الحافة ، أي 𝑏⊥𝑡 ، و هو مستوى النطاق الانزلاقي عادي.

يرجع مجال التشوه في الشريط المنزلق إلى سلالات بلاستيكية ومرنة ثلاثية الأبعاد حيث يؤدي القص المركّز لطرف الشريط المنزلقة إلى تشويه الحبوب في المنطقة المجاورة لها. تصف السلالات المرنة تركيز الإجهاد قبل الشريط المنزلق ، وهو أمر مهم لأنه يمكن أن يؤثر على نقل التشوه البلاستيكي عبر حدود الحبوب. هناك حاجة إلى فهم هذا لدعم دراسة المحصول والكسر داخل / داخل الحبيبات. يمكن أن يؤدي القص المركّز للشرائط المنزلقة أيضًا إلى تشققات نواة في مستوى شريط الانزلاق ،  وقد تتشكل أيضًا نطاقات الانزلاق المستمرة التي تؤدي إلى بدء الشقوق داخل الحبيبات التعب والنمو في ظل ظروف التحميل الدوري. لتوصيف نطاقات الانزلاق بشكل صحيح والتحقق من صحة النماذج الميكانيكية لتفاعلاتها مع البنية المجهرية ، من الضروري تحديد مجالات التشوه المحلية المرتبطة بانتشارها. ومع ذلك ، فقد تم إيلاء القليل من الاهتمام للشرائط المنزلقة داخل الحبوب (أي في حالة عدم وجود تفاعل حد الحبوب ).
يمكن اعتبار مجال الإجهاد بعيد المدى (أي حقل الإجهاد المرن) حول طرف مُكثِّف الإجهاد ، مثل النطاق الانزلاقي ، بمثابة تفرد مكافئ لتلك الموجودة في الكراك. يمكن قياس هذا التفرد باستخدام جزء لا يتجزأ من المسار المستقل لأنه يفي بقوانين الحفاظ على المرونة. اشتق نولز وستيرنبرغ  قوانين الحفاظ على المرونة المتعلقة بالتناظرات الترجمية والدورانية والقياسية من نظرية نويثر . قدم كل من Budiansky و Rice  التكامل J- و M- و L- وكانا أول من أعطاهما تفسيرًا فيزيائيًا مثل معدلات إطلاق طاقة الإجهاد لآليات مثل انتشار التجويف والتمدد المنتظم المتزامن ودوران الخلل ، على التوالي . عند تقييمها على سطح يحتوي على عيب ، فإن تكاملات الحفظ هذه تمثل قوة تكوين على العيب. مهد هذا العمل الطريق لمجال الميكانيكا التكوينية للمواد ، مع استخدام التكامل J المستقل عن المسار الآن على نطاق واسع لتحليل القوى التكوينية في مشاكل متنوعة مثل ديناميكيات الخلع ،  التضمينات غير الملائمة ،  انتشار الشقوق ،  تشوه القص للطين ،  وخلع النواة المشتركة من الشقوق المحملة بالقص. تم تطبيق التكاملات على المواد البلاستيكية المرنة والمرنة الخطية وتم إقرانها بعمليات مثل التحميل الحراري  والكهروكيميائي  والجر الداخلي. في الآونة الأخيرة ، استخدمت الدراسات التجريبية لميكانيكا الكسر قياسات المجال الكامل في الموقع لعمليات الإزاحة  والسلالات المرنة  لتقييم مجال التشوه المحلي المحيط بطرف الشق باعتباره عنصر J متكامل .
𝐽𝑘 = ∫ 𝑃𝑘𝑗 𝑛𝑗 𝑑𝑆 = ∫(𝑊𝑠 𝑛𝑘− 𝑇𝑖 𝑢𝑖,𝑘) 𝑑𝑆
𝐽𝑘𝑥 = 𝑅𝑘𝑗 𝐽𝑗, 𝑖,𝑗,𝑘=1,2,3
حيث 𝑆 عبارة عن دائرة اختيارية حول تراكم الاضطراب مع وحدة خارجية تعامدة 𝑛 𝑖 > ، و <𝑊 𝑠</sub هي كثافة طاقة الإجهاد ، و 𝑇 𝑖 = 𝜎 𝑖𝑗 𝑛 𝑗</sub هي الجر على 𝑑𝑆 ، و 𝑢𝑖 هي مكونات متجه الإزاحة ، 𝐽 𝑘𝑥 يتم تقييم 𝐽-متكامل على طول اتجاه 𝑥𝑘 ، و 𝑅 𝑘𝑗 هو موتر خرائط من الدرجة الثانية يقوم بتعيين 𝐽 𝑘 في اتجاه 𝑥𝑘 . يؤدي هذا المتجه 𝐽 𝑘- التكامل إلى صعوبات عددية في التحليل حيث 𝐽2 ، وبالنسبة لشريط منزلق ثلاثي الأبعاد أو صدع مائل ، لا يمكن إهمال الجزء 𝐽3 .

## أنظر أيضا
- توأمة تشوه
- فرقة لودر

## للقراءة المتعمقة
- Trochidis، A.؛ E.، Douka؛ Polyzos، B. (11 أغسطس 2000). "Formation and evolution of persistent slip bands in metals". Journal of the Mechanics and Physics of Solids. ج. 48 ع. 8: 1761–1775. Bibcode:2000JMPSo..48.1761T. DOI:10.1016/S0022-5096(99)00077-0. مؤرشف من الأصل في 2023-03-08.
- Zhang، P.؛ Zhang، L.؛ Baxevanakis، K.P.؛ Lu، S.؛ Zhao، L.G.؛ Bullough، C. (أبريل 2021). "Discrete Crystal Plasticity Modelling of Slip-Controlled Cyclic Deformation and Short Crack Growth under Low Cycle Fatigue". International Journal of Fatigue. ج. 145: 106095. DOI:10.1016/j.ijfatigue.2020.106095. مؤرشف من الأصل في 2023-03-08.